# Kunstkamera

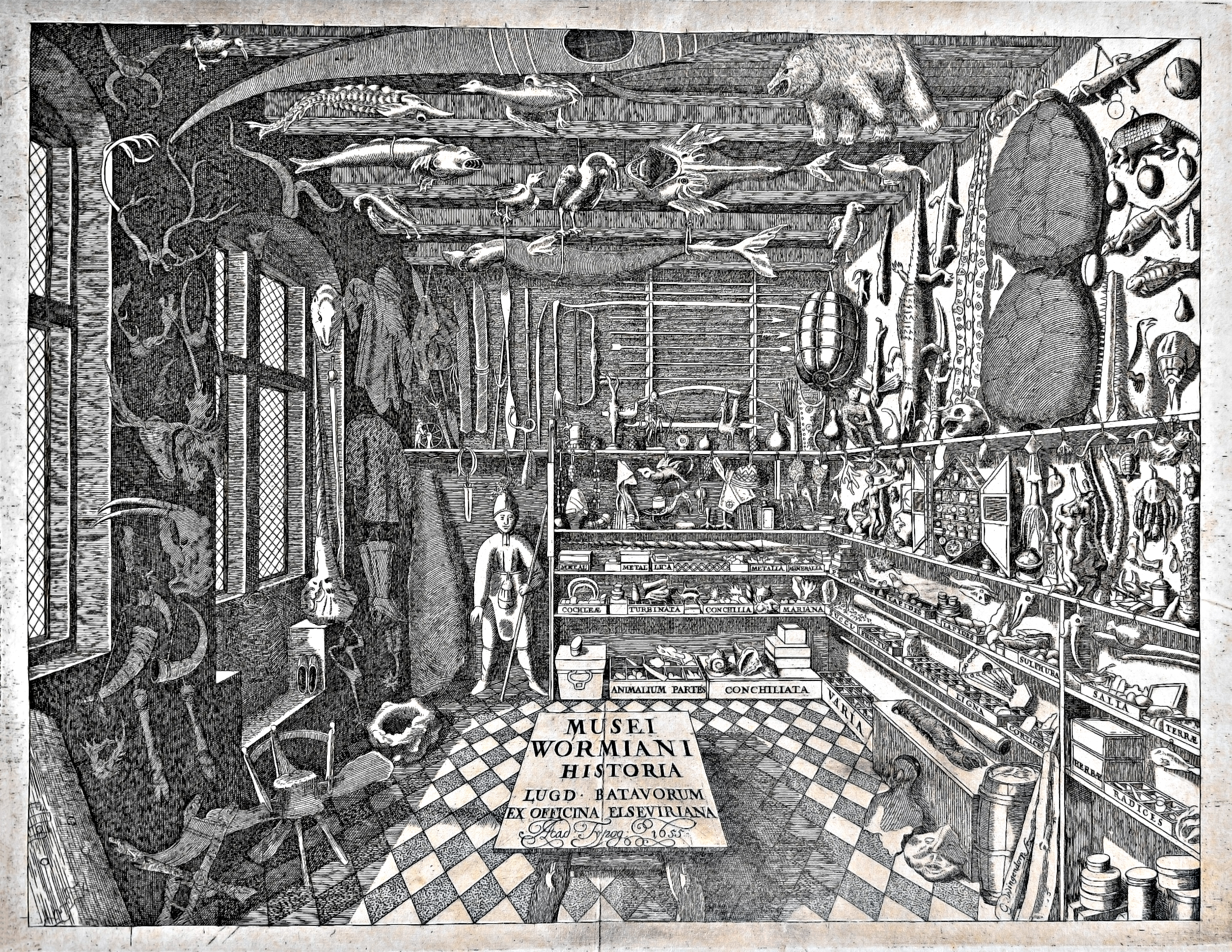
Ole Worm, Museum Wormianum, 1655

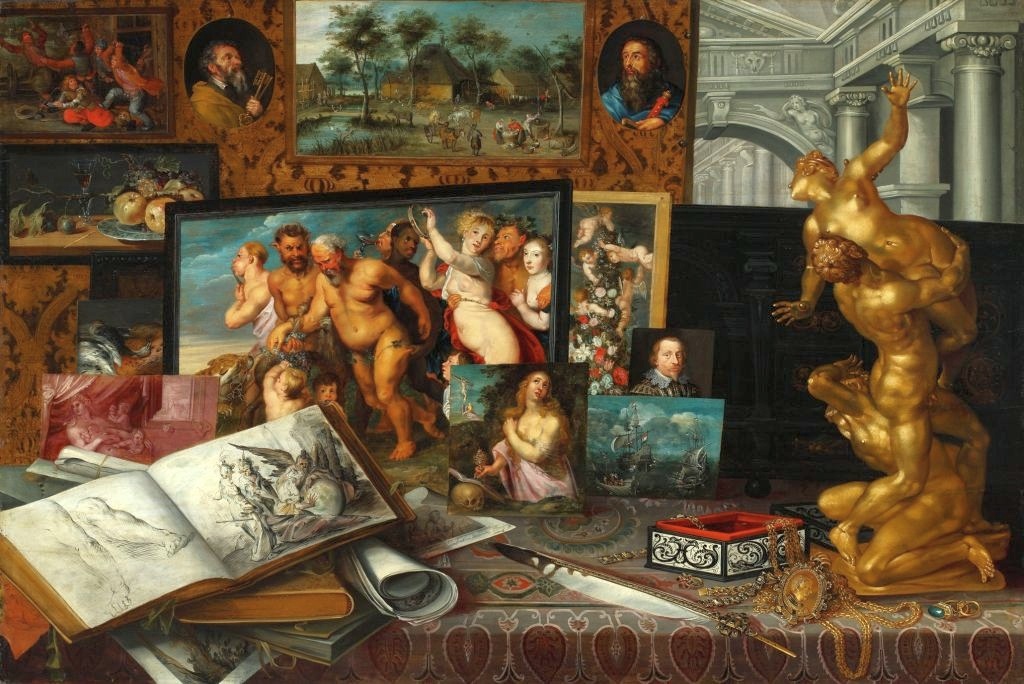
Etienne de la Hire, Kunstkamera Władysława Wazy, 1626

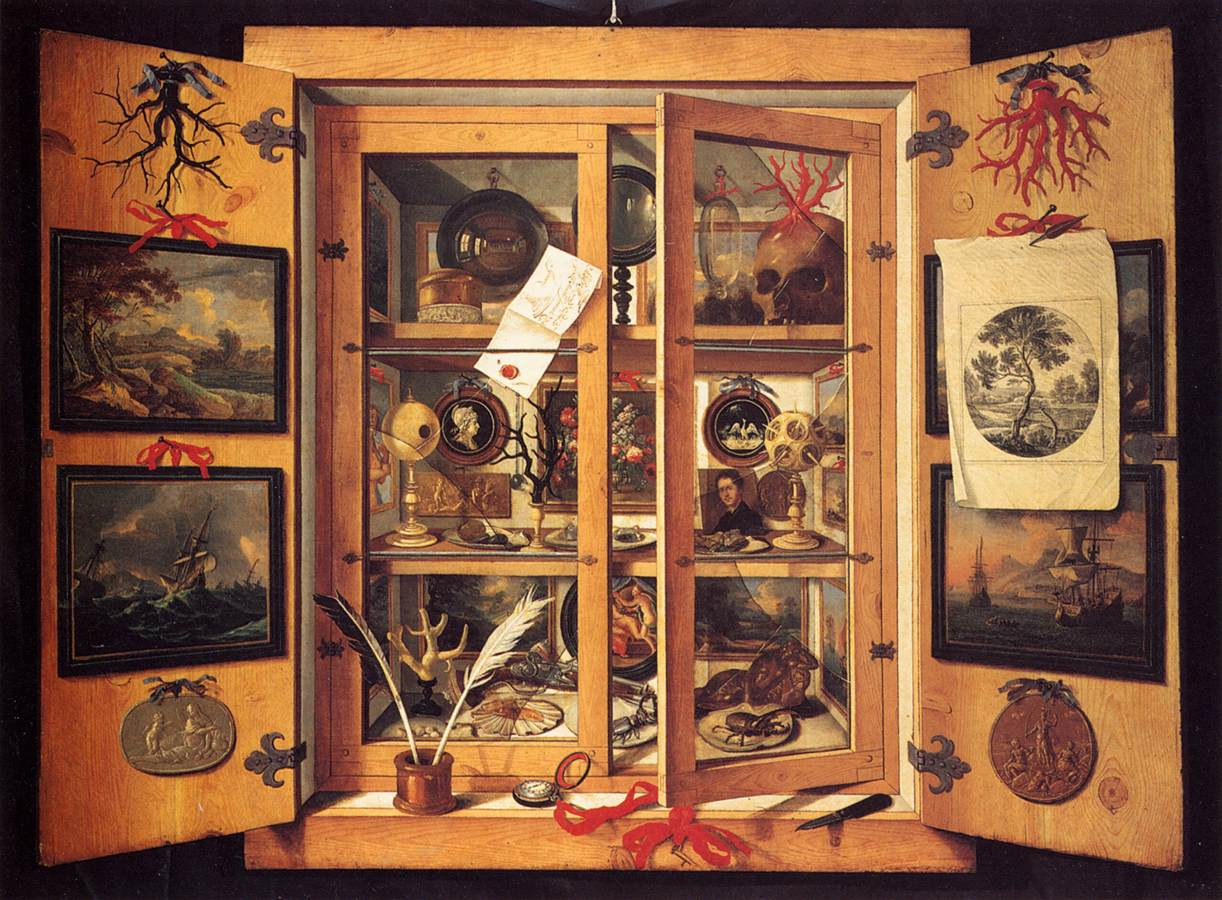
Domenico Remps, Gabinet osobliwości, lata 90. XVII w.

Kunstkamera (z niem. Kunstkammer, Kunst, 'sztuka', Kammer, 'izba'; inaczej panoptikum a. panopticum z gr. πᾰν- 'wszech' i ὀπτικός 'widzieć'), gabinet osobliwości – kolekcja dzieł sztuki, numizmatów, zabytków starożytnych, egzotycznych przedmiotów i innych osobliwości, charakterystyczna dla czasów nowożytnych, zwłaszcza XVI i XVII wieku. 
Kunstkamery, tworzone przez władców, arystokratów itp. do XVIII wieku, były poprzednikami muzeów. We Francji zbiory tego typu nazywane są cabinet de curiosités, w Anglii cabinet of curiosities, we Włoszech studiolo, w Niemczech Kunst- i Wunderkammer.

## Opis
Kunstkamera ma swoje korzenie w średniowiecznych skarbcach książęcych i kościelnych. Już pod koniec XIV wieku Karol V Mądry i jego brat książę de Berry posiadali osobne pomieszczenia (gabinety), w których znajdowały się ich kolekcje różnorodnych obiektów. W XV-wiecznych Włoszech kolekcje, przede wszystkim o artystycznym charakterze, istniały na dworach w Urbino czy Mantui (były to tzw. studioli). Pierwszego znanego użycia słowa Kunstkammer dokonano w 1550 roku w związku z kolekcją Ferdynanda I. Termin Wunderkammer pojawił się nieco później – w Kronice hrabiów von Zimmern (1564-6), gdzie oznaczał pomieszczenie z rzadkimi obiektami pochodzenia naturalnego, takimi jak korale i inne niezwykłości.
Kunstkamery są charakterystyczne szczególnie dla XVI i XVII wieku. W typowych kunstkamerach obok siebie znajdowały się różnorodne obiekty, np. muszle, korzenie mandragory, mikroskopy, dzieła sztuki (medale, gemmy, rzeźby, obrazy), egzotyczne zwierzęta i inne kurioza, czasem przypisywane postaciom i zwierzętom mitycznym, jak róg jednorożca. Przedmioty te odzwierciedlały zainteresowania i postęp wiedzy w danej epoce (przejawiający się np. w badaniu kosmosu, starożytności, odkryciach nowych lądów), odwoływały się też jednak do alchemii i magii (stąd poszukiwania rzadkich kuriozów). W wyniku tego kunstkamery były zbiorami, w których współistniały nauka, legenda i sztuka.
Kunstkamerę posiadał m.in. Ferdynand II (Tyrolski), który swoją kolekcję trzymał na zamku Ambras, a do odwiedzających ją należeli arystokratyczni goście Ferdynanda i naukowcy. Od 1615 kolekcja była ogólnie dostępna dla publiczności. Z Ferdynandem II na polu kolekcjonerstwa rywalizował Albert V, tworzący własną Kunstkamerę w Monachium. Bogactwo tego zbioru Albert zawdzięczał w dużej mierze osobom takim jak Jacopo Strada, które w jego imieniu przemierzały Europę w poszukiwaniu cennych obiektów. Jedną z najważniejszych była Kunstkamera Rudolfa II na zamku w Pradze, zawierająca wybitne dzieła sztuki np. Albrechta Dürera, Tycjana oraz dzieła artystów pracujących dla Rudolfa II. Pod koniec XVI wieku Kunstkamery istniały niemal na każdym dworze w Niemczech, ale nie tylko, bo podobne zbiory tworzone były także w XVI wieku we Florencji czy w Fontainebleau. Swoją kunstkamerę stworzył również Piotr I Wielki; w 1719 została ona udostępniona wszystkim mieszkańcom Petersburga. Jej podstawą były kupione w Europie trzy kunstkamery, w tym gdańskie Musaeum Gottwaldianum Christopha Gottwalda i jego syna Johanna Christopha Gottwalda.
W XVII wieku kunstkamery stopniowo przestawały być wyłącznie domeną władców i coraz częściej pojawiały się wśród klasy średniej i duchownych. Ważną XVII-wieczną kolekcją obiektów pochodzenia naturalnego było Museum Wormianum duńskiego medyka Olafa Worma (1588-1654), zakupione później przez Fryderyka II i włączone do zbiorów królewskich. Powstanie i rozwój nowoczesnej nauki w XVIII wieku spowodowały, że gabinety osobliwości odeszły w przeszłość.